# Allt är guld, Sune
Allt är guld, Sune är den 21:e boken i Suneserien av Anders Jacobsson och Sören Olsson och utkom den 20 augusti 2004. Medan boken 20-årsjubilerade Suneböckerna.

## Bokomslaget
Bokomslaget visar Sune som sitter med benen i kors i meditationsställning, och sträcker ut armarna.

## Handling
Boken handlar om Sune. I boken går han, precis som i Sagan om Sune, i första klass.
Sune tycker "allt är guld", som att göra knäppattack och springa runt och skrika tidigt, tidigt på lördagsmorgonen, gå på skoldisco med stadens 4:or och dansa eldig salsa, samt delta i Sångbacillerna och samla in pengar till Afrikas fattiga barn. Sune och flickorna Lisen och Fia knackar dörr i Sunes kvarter och sjunger. Tack vare Sune rullar stora pengar in.
Han träffar en flicka vid namn Madeleine i stadsparken, och ställer motvilligt upp i en springtävling efter att ha blivit lurad av sin lillebror Håkan. Han gillar dock inte att delta i springtävlingar, då han springer långsamt. Sune tycker det är jobbigt att komma sist när alla tjejer ser på, men det är inte alltid den snabbaste som vinner guld.
Sunes skolklass gör även studiebesök till ett slott.

### Fotnoter
1. ↑  ”Allt är guld, Sune” (på engelska). Worldcat. 17 mars 2004. https://www.worldcat.org/title/allt-ar-guld-sune/oclc/186370547&referer=brief_results. Läst 29 mars 2015.